# مذبح جينس أوغستا

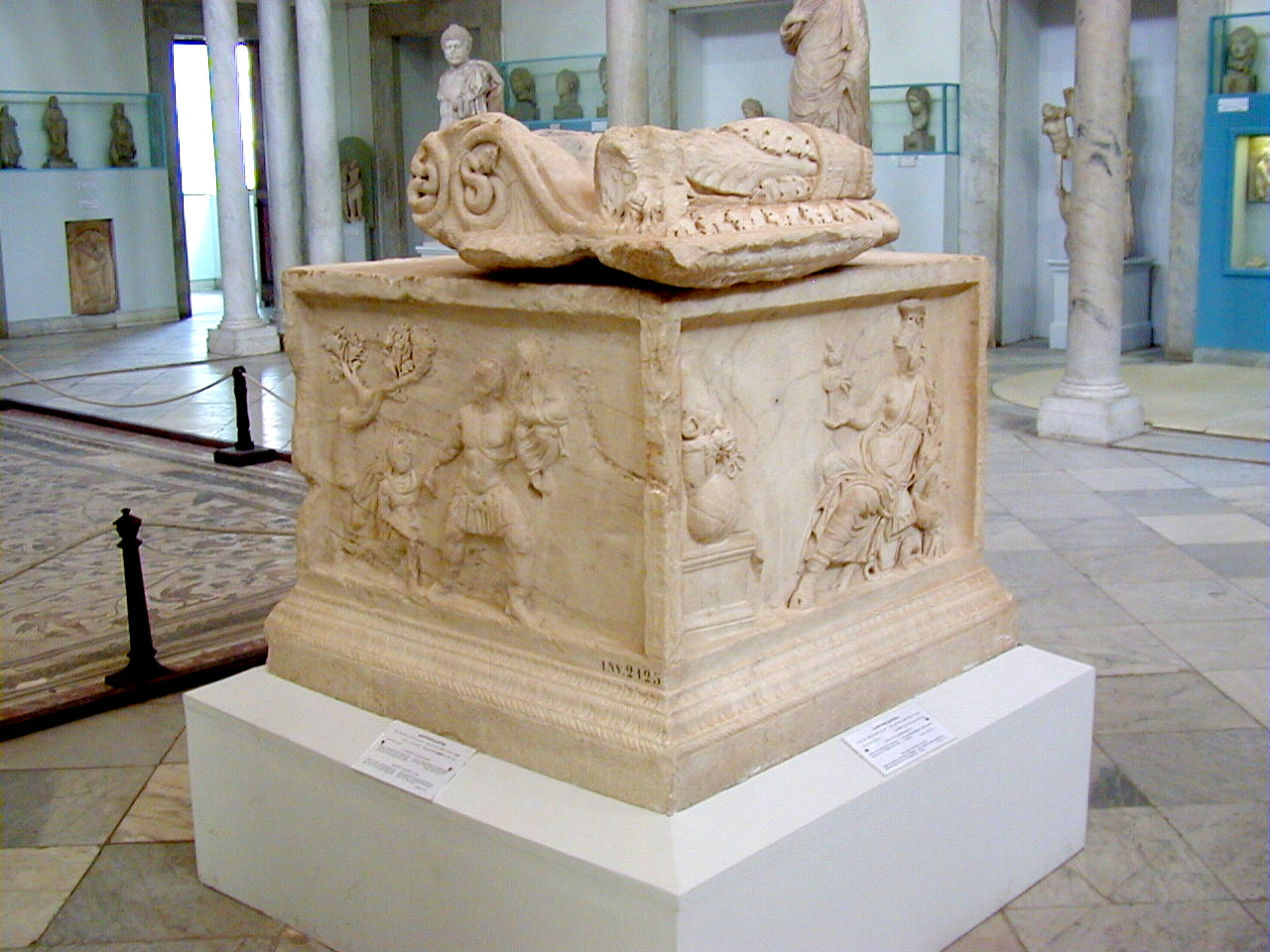
مذبح بقاعة قرطاج بمتحف باردو

مذبح جينس أوغستا هو مذبح روماني مرتبط بعبادة الأباطرة الرومان القديمة. تم اكتشافه على سفوح تل بيرسا فوق ميناء مدينة قرطاج القديمة (تونس الحديثة) وهو محفوظ الآن في المتحف الوطني بباردو في تونس.

## السياق التاريخي

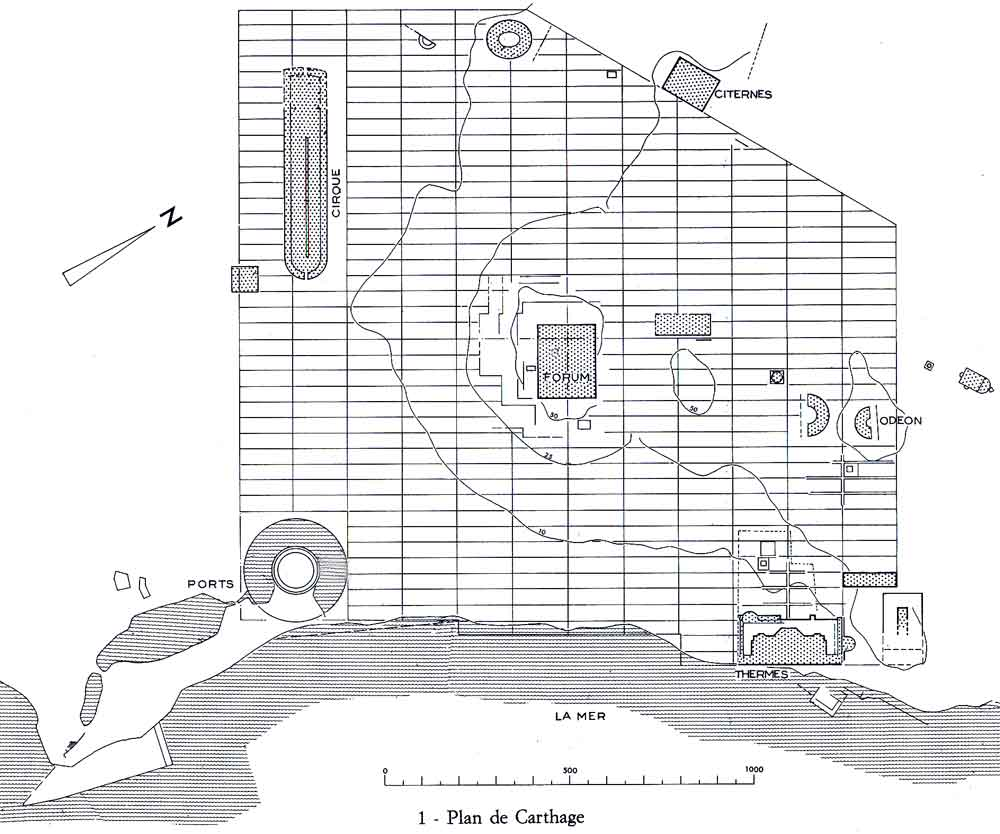
مخطط قرطاج الرومانية. عُثر على المذبح بالقرب من الفورم.

عُثر على المذبح في المنطقة المجاورة مباشرة لمعبد جنس أوغستا (Gens Augusta). مثل العديد من المباني العامة الأخرى، يقع المعبد في الحي الروماني في قرطاج والذيأُنشِئ بعد إنشاء المستعمرة الرومانية سنة 29 قبل الميلاد.

## الوصف
المذبح مصنوع من رخام كرارا ومزين بنقوش بارزة على كل من الجوانب الأربعة. كانت النقوش مؤطرة بشكل من أشكال الأعمدة ومغطاة بسيقان وأوراق الغار أو الزهور. على الجانب الأول هناك خمس شخصيات بشرية وثور يُحضر لطقوس التضحية. يظهر الجانب الثاني رحلة إينياس. في ذراعه اليسرى يحمل والده Anchises، بينما يقود في يده اليمنى ابنه إسكانيوس/إيولوس. ادعى جينس جوليا (شعب جوليا) أن نسبهم ينحدر من إيولوس. ملحمة فيرجل الإنيادة تصف كيف زار اينيس مؤسس قرطاج، عليسة، بعد فراره من طروادة. يظهر الجانبان المتبقيان روما متجسدة في شكل الأمازون وأبولو مع قيثارة، وهو إله وثيق الصلة بأغسطس.

Side reliefs
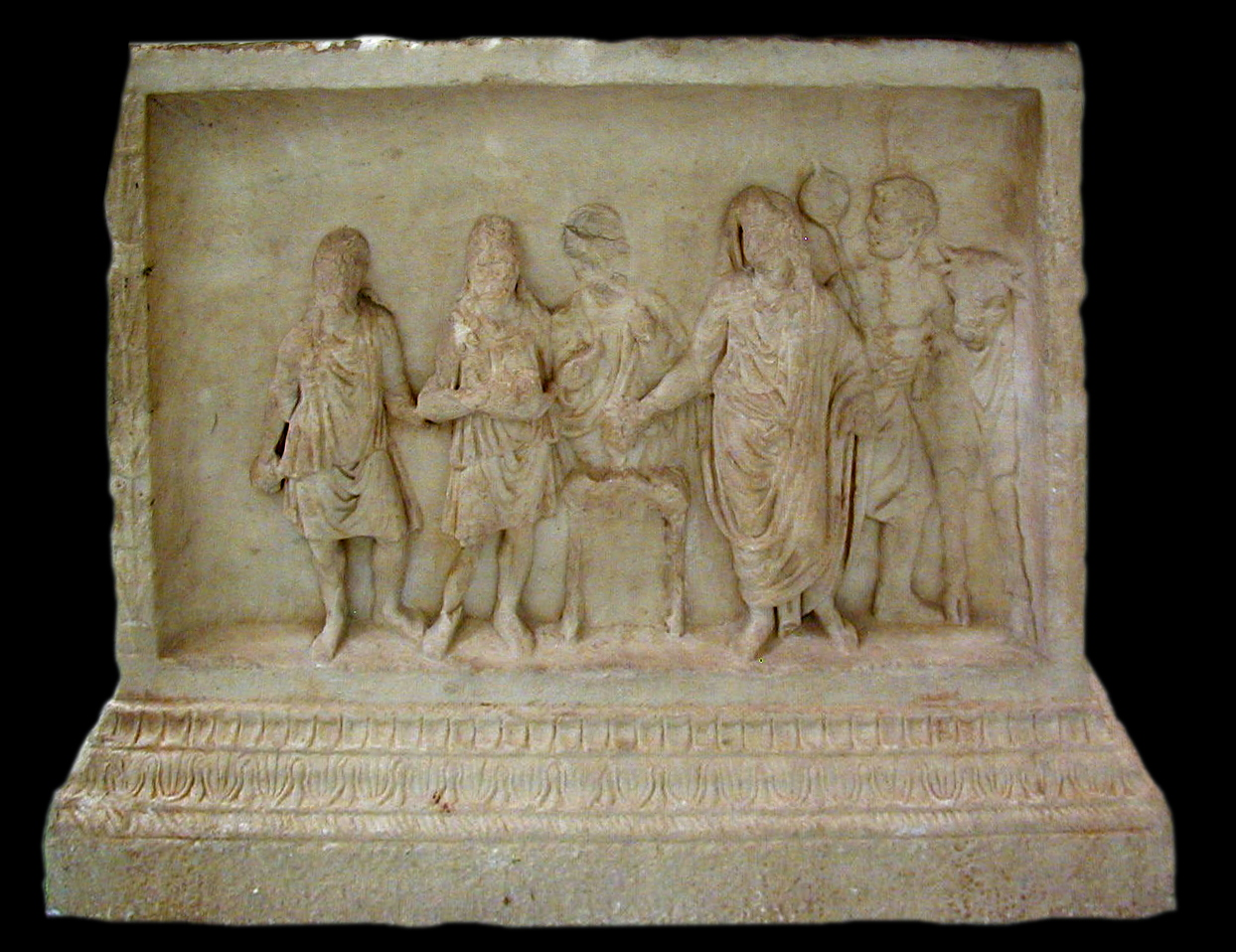
الثوروبوليوم
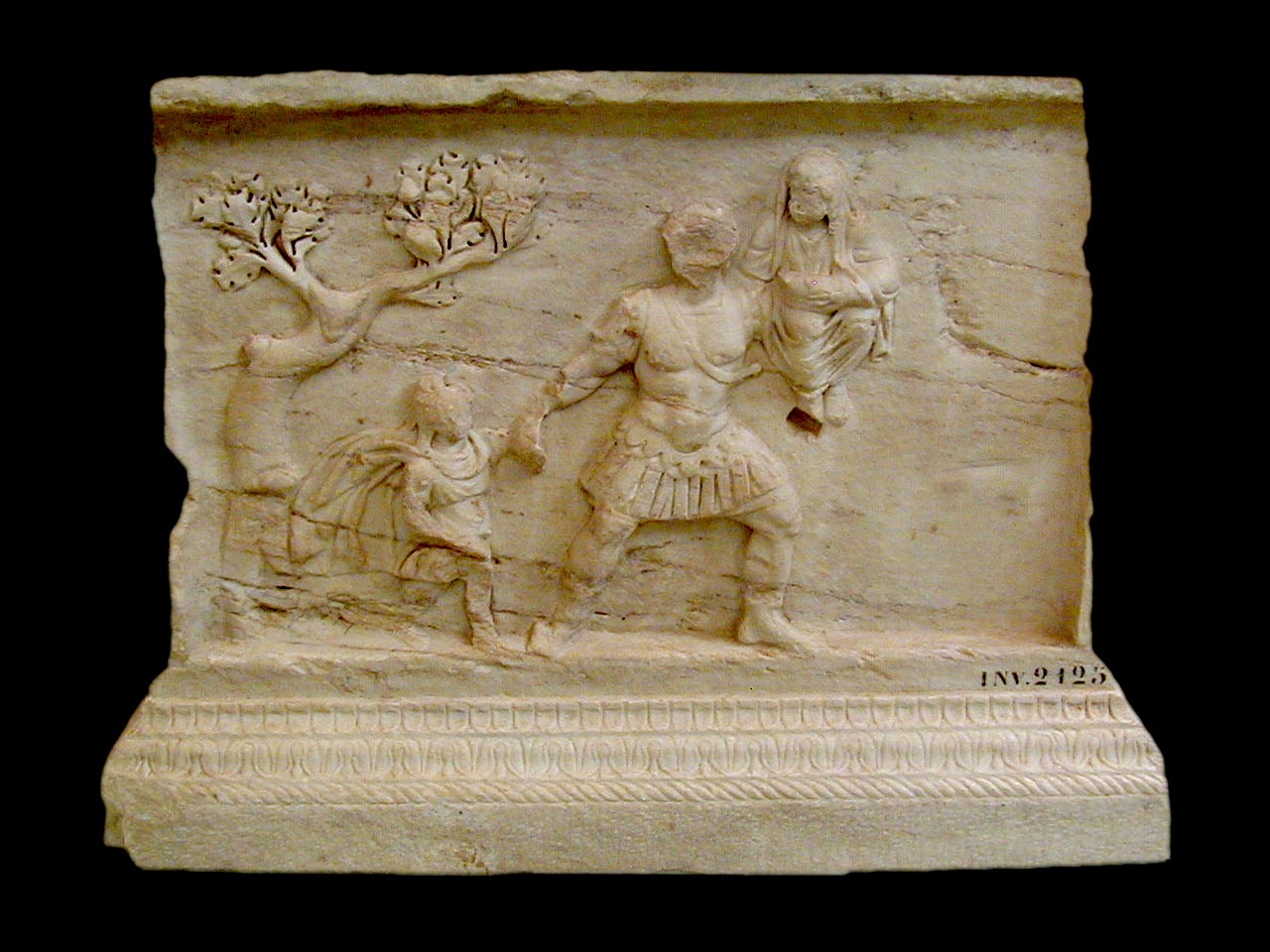
رحلة اينيس
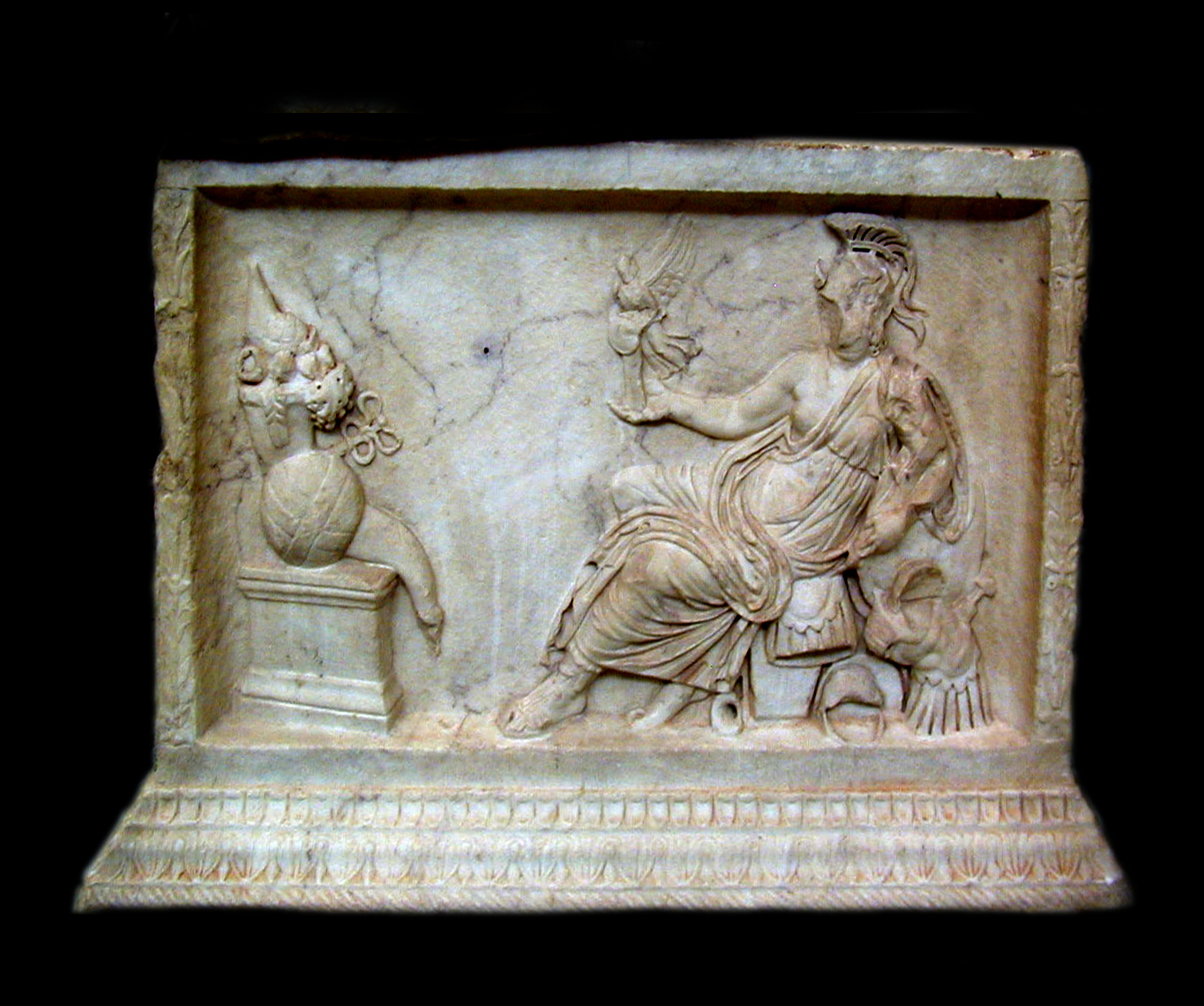
تجسيد روما
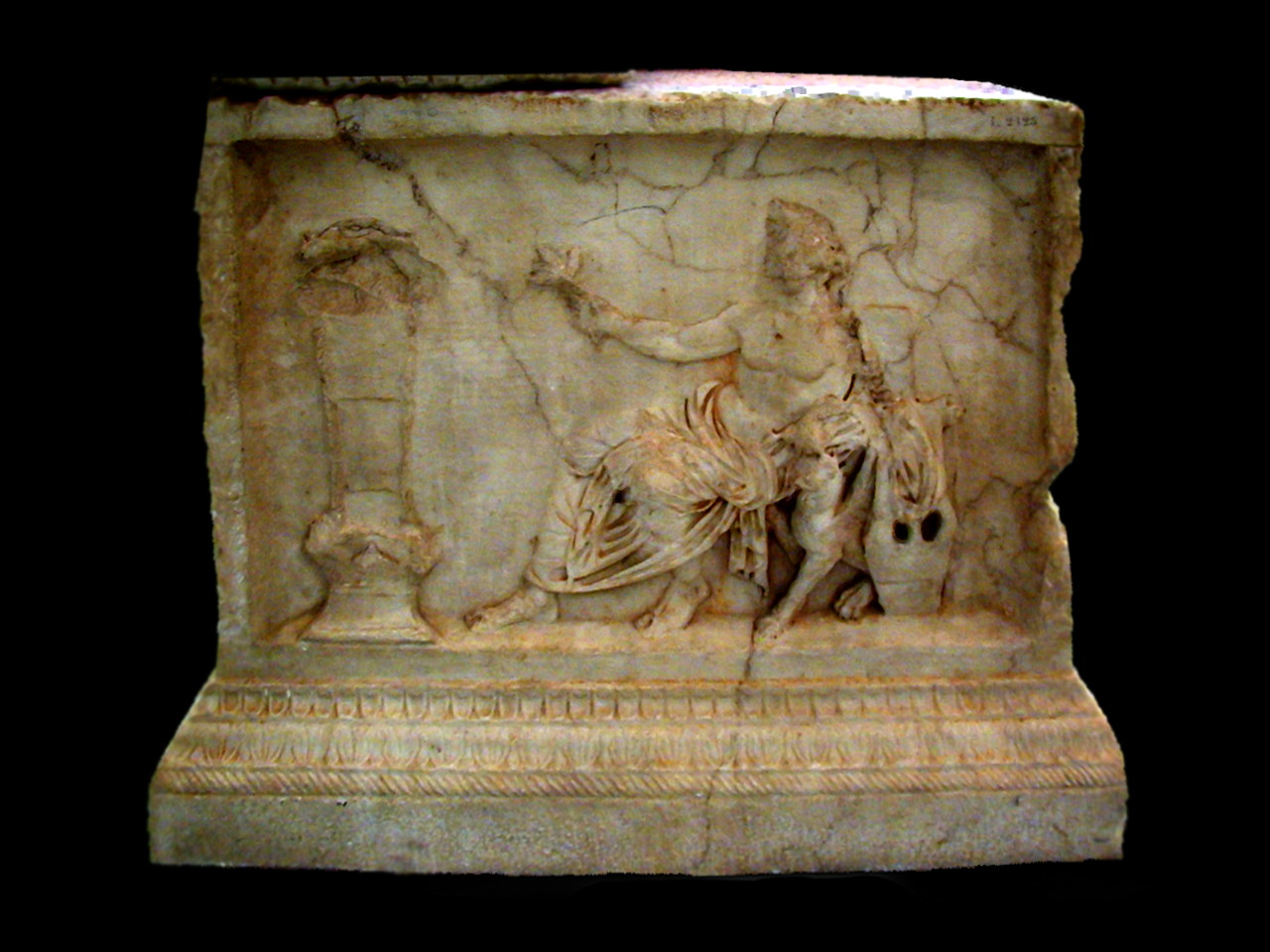
أبولو

## أهميته
اكتشف المذبح في عام 1916. نشر لويس بوانسوت دراسة في عام 1929 وهي العمل المرجعي الأساسي للعمل الفني حتى يومنا هذا.
في منتصف القرن العشرين، عرف جان شاربونو المذبح كمثال استثنائي للعبادة الشعبية الرومانية. وشدد على «وضوحها وبساطتها الساذجة»، لا سيما بالنظر إلى أن «القليل من النقوش البارزة فقط بقيت من زمن أغسطس».
أكد علماء آخرون على أهمية المذبح. ورأى عالم الآثار التونسي عبد المجيد العنابلي أنها «وثيقة مهمة لفهم الأيديولوجية الإمبراطورية». بالنسبة لمحمد يعقوب، يعد هذا المذبح بيانًا للفن الأوغسطي، لأنه يخلق صلة بين الواقعية الرومانية والمثالية اليونانية. حتى أن يان لو بوهيك اعتبره «العرض الأكثر إثارة للفن الروماني المعروف حتى الآن في إفريقيا».

## روابط خارجية
- Altar der Gens Augusta في قاعدة البيانات الأثرية الألمانية Arachne .

### منشورات
- لويس بوينسوت. L'autel de la Gens Augusta à Carthage، Direction des Antiquités et des Arts، تونس / باريس 1929.